# Social trading
El Social trading es una estrategia de trading, en la cual un usuario replica las operaciones de expertos en los mercados financieros. El Social Trading requiere poco conocimiento de los mercados, y su éxito radica en realizar una adecuada selección de los traders a seguir, basándose en 3 ejes principales: el porcentaje de operaciones exitosas, la diversificación de los instrumentos financieros operados y la existencia de una estrategia concreta para operar en los mercados. 
El trading social requiere de poco o ningún conocimiento sobre los mercados financieros. Ha sido descrito por el Foro Económico Mundial como una sofisticada alternativa de bajo coste a los tradicionales asesores patrimoniales.
El social trading introduce una nueva forma de analizar los datos financieros al proporcionar un espacio para comparar y replicar técnicas y estrategias. Antes de la llegada del social trading, los inversionistas y traders dependían del análisis técnico y el análisis fundamental para tomar sus decisiones de inversión. Mediante el social trading los inversionistas y traders pueden integrar a su proceso de toma de decisiones de inversión los indicadores sociales de fuentes de datos de otros traders. Las redes de social trading pueden considerarse una subcategoría de las redes sociales.
El social trading permite operar en línea con la ayuda de otros y reduce la curva de aprendiza de los mercados de valores. Los usuarios pueden interactuar con otros, observar sus operaciones en los mercados de valores, y replicar sus movimientos y aprender. Al replicar los movimientos de expertos, los traders pueden aprender estrategias que estrategias funcionan y cuáles no, así como crear las suyas propias basadas en lo observado. Pero el trading es una técnica especulativa: la búsqueda de dinero gracias a las actividades especulativas es contraria a la moral religiosa.

## Historia
eToro fue una de las primeras plataformas de trading social en 2010, con el objetivo de «simplificar la interfaz para que las finanzas parezcan un juego y le gusten a mucha gente». A la que siguió Wikifolio, en 2012.
 

## Características
- Flujo de la información: El social trading envuelve el flujo libre de la información entre los inversores financieros individuales. El acceso a la información ilimitado es importante en el trading y el social trading permite el libre intercambio de información de interés a pequeños inversionistas e inversionistas individuales.[8]

- Trading cooperativo: El social trading permite a sus usuarios trabajar en equipos de negociación, los cuales pueden tranzar en el mercado de forma colaborativa, ya sea para reunir fondos, asignar las tareas de investigación o compartir información.

- Monetización: Al igual que con las redes sociales en un sentido más amplio, las estrategias de monetización no siempre son claras. Al igual que con las redes sociales en general, es posible, sin embargo, que el valor a largo plazo de dichos sitios web pueda provenir de la variedad y profundidad de los datos sobre sus usuarios que es probable que generen sus comunidades activas.[9]

- Transparencia: Social trading platforms reveal traders' performance stats, open and past positions, and market sentiment, giving members complete information to assess the credibility of the contributors they follow on the platform.[10]

## Tipos
Hay tres tipos principales de inversión:
- Trade individual (o no social): El trader A pone una orden normal por sí mismo.
- Copy trade: El trader A pone una orden exactamente igual que una orden individual del trader B.
- Mirror trade: El trader A ejecuta automáticamente todas las órdenes individuales del trader B. Es decir, el trader A, sigue exactamente las actividades de trading del trader B.

Otras variantes ofrecidas en algunas plataformas, permiten a los usuarios copiar el portafolio de otro trader (copiar portafolio), y seguir los dividendos de los traders (copiar dividendos). Siempre que un trader que tenga seguidores retire dinero de su cuenta, una cantidad proporcional de dinero será retirado del saldo de su seguidor en tiempo real.

## Investigación
El científico de la computación e investigador de MIT, Yaniv Altshuler, describió las redes del trading social como Sistemas adaptativos complejos, y en 2014, en su investigación acerca de la plataforma Openbook de eToro, escribió: «Teniendo la inherente capacidad de compartir ideas e información entre u
nos y otros, los usuarios de los Openbook, están dando una nueva fuente de información que pueden usar con el fin de mejorar su rendimiento en el trading. Como los usuarios no están enfrentándose entre ellos, sino más bien en contra del mercado, está situación se convierte en un juego de suma cero. De ahí que se incentive a los usuarios a compartir la mayor cantidad de información posible»." Su trabajo concluye que: «comparándolo con el trading individual, el trading social proporciona mejores oportunidades para obtener beneficios». Pero que los usuarios, «cuando tienen la opción de ver las elecciones de los demás, a la hora de elegir a los expertos, toman decisiones excelentes, aunque a veces, no tan óptimas».
Un informe de 2015 del Foro Económico Mundial describió las redes del trading social como disruptivas. Que «han surgido para proporcionar alternativas sofisticadas de bajo coste a los asesores de patrimonio tradicionales. Estas soluciones satisfacen a una clientela más amplia y empoderan a los clientes para que tengan más control sobre la gestión de su patrimonio». Y «son una amenaza tangible para las prácticas tradicionales del sector de la gestión del patrimonio».
En 2016, el centro de estudios de Nouriel Roubini predijo que, «en los próximos años, nuevas formas de inversión, tales como inversiones socialmente responsables y el trading social, traerán consigo gran parte del incremento en el sector».
Un estudio de 2017 de la Universidad de San Juan, descubrió que los traders «líder», aquellos que tienen seguidores, son más propensos al fenómeno conocido como efecto de disposición, que los inversores que no son seguidos por otros traders. Con las sugerencias de los autores del estudio, esta observación puede explicarse por: «la responsabilidad que sienten los líderes hacia sus seguidores y la necesidad de no defraudarles; por miedo a perder seguidores cuando admiten una mala inversión y señalan confianza en la elección de su inversión inicial; o por el intento de los recién nombrados líderes a gestionar su imagen personal.»
Según Josef Ajram, trader financiero, «el social trading es un método de inversión que permite acceder a la información que traders de todo el mundo comparten en una serie de plataformas para que otras personas puedan copiar sus operaciones y ganar dinero con ello".